# 勝者為王 (1991年電視劇)
《勝者為王》（英語：Who's The Winner），香港亞洲電視製作的劇集，全劇共30集，由陳庭威、呂頌賢、萬綺雯、吳綺莉、秦沛、雪梨、楊群及高雄主演，監製袁仁康。為《勝者為王》系列之第一部。此劇是該期間收視最高的亞視劇集，首播時最高曾取得21點收視，大結局有25點收視。劇集版權（包括改篇、重拍等一切權利）

現由華特迪士尼公司持有，並於2023年3月29日於Disney+上架。

## 劇情簡介
石志康（陳庭威飾）是賭場餐廳二廚，為人熱誠忠厚。適逢其會，得見兩大賭博絕頂高手方真（高雄飾）與聶萬龍（秦沛飾）對賭，因而對賭產生興趣。方真最終戰勝出聶萬龍賭局，但卻被龍旗下賭場冤枉出千，含冤而死。一日，一青年蔣百祺（呂頌賢飾）光顧賭場，大挫一幫印尼老千，引起全場轟動。原來祺乃蔣真之子，想藉此吸引龍之注意，加入賭場工作，趁機為父報仇。祺於是故意與龍之女希桐（吳綺莉飾）交往，博取龍之信任。康於一偶然機會獲升為荷官，認識了祺，與之成為好友，其後康更因得聶萬龍師弟、賭痴孫一峰（張錚飾）教授，賭術大有精進。康之舅父紹嗚（張家輝飾）因與龍的情婦阿雪（雪梨飾）相戀而被龍害死，令康離開聶氏毅然與乾媽（黃莎莉飾）合作經營賭船生意而與龍引起巨大衝突。適時，祺進行報復計劃卻反被龍所悉破，祺慘死於康面前......康與龍只好在賭枱上解決一切恩怨情仇！

## 演員表

### 主要演員
| 演員   | 角色         | 暱稱/關係 |
| 陳庭威 | 石志康       | 陳金鳳之子 張嘉慧之男友 秦堅、孫一峰之徒弟 方真的亡年之交 蔣百祺之好友兼情敵 對賭術極有天賦，學盡秦、孫二人所有賭術，甚至青出於藍 於第30集成功賭贏聶萬龍，成為新一代無敵賭王，比媲前輩賭神高進                     |
| 萬綺雯 | 張嘉慧       | 石志康之女友 |
| 吳綺莉 | 聶希桐       | 聶萬龍之女 蔣百祺之女友 曾被石志康追求 |
| 呂頌賢 | 蔣百祺       | 方真之子 石志康之好友兼情敵 聶希桐之男友 於第28集被聶萬龍派人殺害身亡 |
| 秦 沛  | 聶萬龍       | 本輯終極大反派 一代賭王，賭術高超，除賭神高進外堪稱天下無敵，為人極其陰險毒辣，六親不認 聶希桐之父 石志康、張天鼎、孫一峰之敵人 蔣百祺之殺父仇人 於第28集派人殺害蔣百祺 於第30集與石志康對賭落敗，後更弄至精神失常 |
| 雪 梨  | 江曉雪       | 聶萬龍之情婦 司徒紹鳴之追求對象 |
| 楊 群  | 張天鼎       | 北美賭王，外號賭霸，聶萬龍之敵人，賭壇頂級高手，賭術極高 孫一峰之好友，並視其作終身對手 於第28集回港 |
| 高 雄  | 方 真/ 蔣 真 | 蔣百祺之父，賭術可能更在聶萬龍之上。與聶萬龍最終賭局敗陣後需要以性命相賠，為免被聶派人處決受侮辱，他獨自到魚市場非法賭場參與賭博時出千及故意被發現，被在場的賭徒盛怒下圍斬，最後被推出馬路被車撞死                 |
| 張家輝 | 司徒紹鳴     | 騎師 司徒冰之弟 石志康之舅舅 喜歡江曉雪 於第23集意外墜馬並被後面的馬踐踏身亡 |
| 李香琴 | 陳金鳳       | 大媽 石志康之母 |
| 張 錚  | 孫一峰       | 北派賭王，外號賭痴 ，張天鼎之好友，聶萬龍前結拜兄弟，後反目 石志康之師父，賭術極高，幾不下於聶萬龍 |

### 其他演員
| 演員     | 角色   | 暱稱/關係 |
| 譚文潔   | 石子玲 | |
| 苑瓊丹   | 司徒冰 | 細 媽 司徒紹鳴之姐                                                                                            |
| 羅 烈    | 秦 堅  | 堅叔，外號「響尾蛇」，骰寶能人，一手控骰技術出神入化，石志康之啟蒙導師                                        |
| 黃莎莉   | 鄭碧華 | |
| 吳聲發   | 阿南   | |
| 江 圖    | 劉 東  | |
| 曾瑋明   | 獨眼龍 | |
| 龍炳基   | 小志   | 賭場員工 石志康之同事兼同房好友 於第5集因被發現與荷官老何合謀偷取籌碼並嫁禍石志康而被斬去一隻手指並被賭場解傕 |
| 駱達華   |        | |
| 周兆麟   | 劉偉平 | 張嘉慧的未婚夫                                                                                                |
| 曾翊晉   |        | |
| 邱展鵬   |        | |
| 易君鴻   |        | |
| 司馬華龍 |        | |
| 譚少英   |        | |
| 韓義生   | 宋 天  | |
| 陳 衍    |        | |
| 歐錦棠   | 小余   | 石子玲老公 |
| 陳劍雲   |        | |
| 陳麗雲   |        | |

## 軼事
飾演蔣百祺的呂頌賢原屬意石志康一角,後改由陳庭威飾演。